# Pietro Maria Pieri

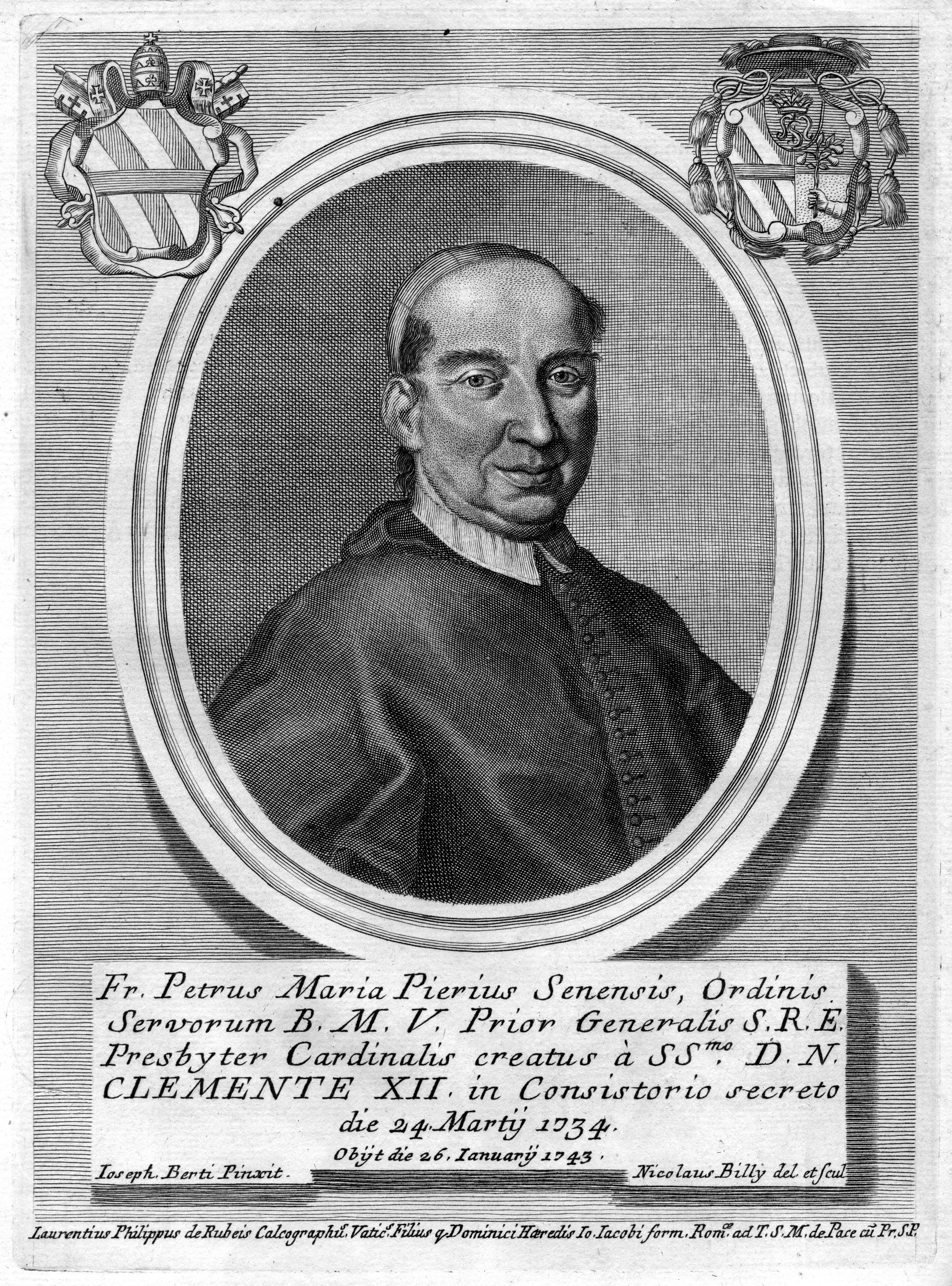
Pietro Maria Kardinal Pieri

Pietro Maria Pieri OSM (* 29. September 1676 in Piancastagnaio, Radicofani, Italien; † 27. Januar 1743 in Rom) war ein italienischer Kardinal der Römischen Kirche.

## Leben
Pietro Maria Pieri war der Sohn von Francesco Pieri und Elisabetta Maggiolini, sie lebten als angesehene, allerdings verarmte Familie in einer kleinen Burg in Piancastegnaio bei Siena. Er wurde am 1. Oktober 1676 getauft und wuchs in seiner familiären Umgehung auf. Mit dem elterlichen Einverständnis trat Pietro, auf Einladung Pater Ponzolis OSM, schon früh in die Ordensgemeinschaft der Serviten ein. Er ging mit Pater Ponzoli nach Florenz und studierte Latein. Im Alter von 15 Jahren legte er das Ordensgewand an, nach seinem Novinziat ging er 1702 an die Klosterkirche San Marcello nach Rom. Er setzte seine Studien fort und schloss das Theologiestudium mit einer vorzüglichen Dissertation ab. Mit einem apostolischen Brief von 1702 ernannte ihn Papst Clemens XI. (1700–1721) zum Lehrer des Servitenordens. Nach seinem Studienabschluss und der Priesterweihe (deren Datum nicht dokumentiert erscheint) wurde er zunächst Regens in Florenz und zwei Jahre später am Priesterseminar San Marcello in Rom.

## Generalsuperior
In der römischen Zeit wurde er zum Provinzial der Ordensprovinz Toskana ernannt. Nach dem Tod des amtierenden Generalsuperiors wurde er zum Generalvikar des Ordens ernannt. Nach der Wahl Pater Castellis zum Generalsuperior enthob dieser Pieri vom Amt des Regens. Zwischenzeitlich hatte Pieri auf Kardinal Lorenzo Corsini, dem späteren Papst Clemens XII. (1730–1740) und Ordensprotektor, einen positiven Eindruck hinterlassen. Der Kardinal berief ihn zu seinem Bibliothekar und Theologen und stellte ihn gegen Entlohnung ein. Gleichzeitig berief er ihn als Berater in päpstliche Kommissionen. 1720 übernahm Pater Sostegno Maria Cavalli das Amt des Generalsuperiors und Pieri wurde zum Prokurator (Finanzverwalter) ernannt. Nachdem Cavalli 1725 zum Bischof von Gubbio ernannt worden war, übernahm Pietri kommissarisch die Leitung des Ordens und wurde 1725 zum Generalsuperior der Serviten gewählt.
In seine Amtszeit als Generalsuperior, bis 1734, konnte er die Ordensprivilegien stärken und verbessern. Er führte die Ordensgemeinschaft zu einem innerkirchlich anerkannten Orden. Die Jurisdiktion für den weiblichen Dritten Orden, die Servitinnen, wechselte vom Diözesanbischof zum Ordensgeneral. Der Orden stellte Berater in der Ritenkongregation und entsandte Mitarbeiter zur Ausarbeitung Apostolischer Konstitutionen. Schließlich wurde der Heiligsprechungsprozess für die Ordensgründerin der Servitinnen Juliana von Falconieri eingeleitet.

## Kardinal
Am 24. März 1734 erhob Papst Clemens XII. Pieri zum Kardinal. Er erhielt am 12. April 1734 das rote Birett und als Kardinalpriester die Titelkirche San Giovanni a Porta Latina. 1740 war er Teilnehmer am Konklave, welches Prospero Lambertini zum Papst Benedikt XIV. (1740–1758) wählte.
Nach kurzer schwerer Krankheit verstarb Kardinal Pietro Maria Pieri am 29. Januar 1743 in Rom und wurde in der Kapelle des hl. Philipp Benizi beigesetzt.